# Campeonato Europeo de Lucha de 1934
El XI Campeonato Europeo de Lucha se celebró en el año 1934 en dos sedes distintas. Las competiciones de lucha grecorromana en Roma (Italia) y las de lucha libre en Estocolmo (Suecia).

## Resultados

### Lucha grecorromana
| Evento | Oro                            | Plata                      | Bronce                          |
| ------ | ------------------------------ | -------------------------- | ------------------------------- |
| 56 kg  | Herman Tuvesson · Suecia       | Ödön Zombori Hungría       | Ion Horvath · Rumania           |
| 61 kg  | Kustaa Pihlajamäki · Finlandia | Ferenc Tóth Hungría        | Giovanni Gozzi Italia           |
| 66 kg  | Aarne Reini · Finlandia        | Abraham Kurland Dinamarca  | Einar Karlsson · Suecia         |
| 72 kg  | Gunnar Glans · Suecia          | Mikko Nordling · Finlandia | Ercole Gallegati Italia         |
| 79 kg  | Ivar Johansson · Suecia        | August Neo Estonia         | László Papp Hungría             |
| 87 kg  | Edvīns Bietags Letonia         | Erich Siebert Alemania     | František Mráček Checoslovaquia |
| +87 kg | Kurt Hornfischer Alemania      | Rudolf Svensson · Suecia   | Alberts Zvejnieks Letonia       |

### Lucha libre
| Evento | Oro                            | Plata                        | Bronce                      |
| ------ | ------------------------------ | ---------------------------- | --------------------------- |
| 56 kg  | Márton Lőrincz Hungría         | Hermann Fischer Alemania     | Herman Tuvesson · Suecia    |
| 61 kg  | Kustaa Pihlajamäki · Finlandia | Hans Wittwer Alemania        | Ferenc Tóth Hungría         |
| 66 kg  | Wolfgang Ehrl Alemania         | Anders Swansson · Suecia     | Abraham Kurland Dinamarca   |
| 72 kg  | Jean Földeák Alemania          | Thure Andersson · Suecia     | Károly Kárpáti Hungría      |
| 79 kg  | Ivar Johansson · Suecia        | Elis Wecksten · Finlandia    | Fritz Neuhaus Alemania      |
| 87 kg  | Knut Fridell · Suecia          | Edvard Virág Hungría         | Karl Engelhardt Alemania    |
| +87 kg | Thure Sjöstedt · Suecia        | Josef Klapuch Checoslovaquia | Hjalmar Nyström · Finlandia |

## Medallero
| Núm. | País           | Oro | Plata | Bronce | Total |
| ---- | -------------- | --- | ----- | ------ | ----- |
| 1    | Suecia         | 6   | 3     | 2      | 11    |
| 2    | Alemania       | 3   | 3     | 2      | 8     |
| 3    | Finlandia      | 3   | 2     | 1      | 6     |
| 4    | Hungría        | 1   | 3     | 3      | 7     |
| 5    | Letonia        | 1   | 0     | 1      | 2     |
| 6    | Checoslovaquia | 0   | 1     | 1      | 2     |
| 6    | Dinamarca      | 0   | 1     | 1      | 2     |
| 8    | Estonia        | 0   | 1     | 0      | 1     |
| 9    | Italia         | 0   | 0     | 2      | 2     |
| 10   | Rumania        | 0   | 0     | 1      | 1     |
|      | TOTAL          | 14  | 14    | 14     | 42    |